# Sageretia melliana
Sageretia melliana là một loài thực vật có hoa trong họ Táo. Loài này được Hand.-Mazz. miêu tả khoa học đầu tiên năm 1934.